# 宮田堅一
宮田 堅一（みやた けんいち、1957年 - ）は陶芸家。日本工芸会正会員。栃木県真岡市生まれ。　
1981年、立命館大学文学部日本文学専攻
卒業。その後、独学にて陶芸の世界へ。1993年に京都に移り、葦芽（あしかび）同人となってから本格的な創作活動に入り、グループ展覧会に作品を出展するようになる。2001年に兵庫県加西市玉野町に穴窯を築窯する。粉引、灰釉、焼締め、炭化、織部といった技法を用いた作陶を行う。各地で個展等にて作品を発表している。普段使いに焦点を置いた作陶を心掛けている。

## 主な受賞・入選歴
- 日本伝統工芸展（焼締壺）
  - 入選5回
- 日本伝統工芸近畿展 
  - 入選10回（信楽壺）
  - 近畿支部長賞（信楽壺）
- 兵庫県工美展	
  - 県教育委員会賞（織部大皿）
  - 県芸術文化協会賞（信楽壺）
  - 奨励賞（焼締壺）
  - 神戸市長賞（焼締壺）